# Ra
 Ovo je glavno značenje pojma Ra. Za druga značenja pogledajte Ra (razdvojba).
Ra (ar. رع) (ponekad izgovarano kao "Ri" po Koptima i "Fra", i kasnije kao Amon-Ra, direktnog značenja "Sunce") je bilo glavno božanstvo u religiji Starog Egipta do pete dinastije. Ra je uglavnom identificiran kao Sunce, a središte njegovog kulta je bio Heliopolis, što na grčkom znači grad Sunca. Ra ima glavu orla. Himna bogu Ra (napisana oko 1370 pr. Kr.) je bila napisana da naglasi panteističku prirodu. U toj himni je opisano nekoliko božanstava, ne kao posebnih bića, nego kao oblika boga Ra. Na primjer:
"Neka je molitva tebi, o Ra, ti uzvišena moći, koji ulaziš u odaje Amenta (Amaunet), gle tvoje tijelo je Temu (Atum)."
"Neka je molitva tebi, o Ra, ti uzvišena moći, koji ulaziš u tajnu palaču Anubisa, gle tvoje tijelo je Kepera (Khepri)."

## Kult boga Ra
Bog Ra se ponekad zna pretvoriti u kotrljana (balegara). On je ujedno bio i vrhovni bog Egipćana. Faraon Ekhnaton (Amenofis IV.) izvršio je vjersku reformu i uveo monoteistički kult Atona, ali odmah po njegovoj smrti njegov nasljednik Tutankamon vratio je staru vjeru. Kult Ra je porastao otprilike u drugoj egipatskoj dinastiji, učvršćujući Ra kao boga Sunca. Do četvrte dinastije, na faraone se gledalo kao na Raova otjelotvorenja na Zemlji, za koje se govorilo "Sinovi Ra". Obožavanje Ra je dostiglo svoj vrhunac u petoj dinastiji, kada je postao službeno egipatsko božanstvo, i piramide, obelisci i hramovi Sunca su dizani u njegovu čast. Počeli su se pojavljivati tekstovi u piramidama koji su davali sve više i više značaja Ra za putovanje faraona kroz podzemni svijet. Zna se da riječ "Ra" znači "Sunce", ali postoji i mišljenje da riječ može biti varijanta ili povezana s riječju kreativan. Kako je njegov lik stvoren u egipatskom panteonu, Ra obično zamjenjuje Atuma kao otac, djed i pradjed božanstava Eneada, i postaje stvaralac svijeta. Na kraju, po vjerovanju ljudi su stvoreni od suza boga Ra, te su se Egipćani nazivali stadom boga Ra. Do jedanaeste dinastije, Ra je postao nešto slično kršćanskom Bogu. Mitologija je govorila da je stvorio zemlju za čovjeka, i da je zlo uzrokovalo ljudske postupke. Čak se i ukazivalo da će kazniti zlo nakon smrti. U Novom kraljevstvu, obožavanje Ra je postalo još veličanstvenije. Zidovima grobnica se još više posvećivalo pažnje detaljnim tekstovima koji su opisivali Raovo putovanje kroz podzemni svijet. Za njega se također govorilo da nosi molitve živih za mrtve na svom brodu. U tom periodu je ideja da Ra stari zajedno sa Suncem bila najpopularnija. Činovi obožavanja Ra su uključivali himne, molitve i čarolije da pomognu Ra da pobijedi kobru zvanu Apop, koja se zvala i Apopis. Iako je kult Ra bio vrlo rasprostranjen, njegov centar je bio u Heliopolisu, domu Eneada za koga se vjerovalo da je glava Atuma. Praznik Prihvaćanje Ra se slavio na 26. svibanj po gregorijanskom kalendaru. Noću je na nebu boga Sunca Ra zamjenjivao bog Mjeseca Thoth.

## Umjetnost
Ra se u umjetnosti obično prikazivao kao čovjek, s faraonskom krunom (znak kraljevstva nad ostalim božanstvima) i Suncem iznad glave. Ponekad ima glavu sokola, jer je povezivan s Horusom u Ra-Harakhtea. Katkad je prikazivan drugačije u zavisnosti od položaja Sunca na nebu. Pri izlasku Sunca je bio prikazivan kao dijete, u podne kao čovjek, a u sumrak kao starac. Ra je dijelio mnoštvo simbola s drugim Sunčevim božanstvima.

## Drugi oblici
Ptica Bennu je Raova "ba", i simbol vatre i ponovnog rođenja. Obelisk predstavlja Sunčeve zrake i bio je obožavan kao dom Ra. Piramide su bile okrenute u smjeru od istoka prema zapadu, vjerojatno u smjeru kretanja Sunca. Ureus je kobra koja se obično prikazivala kao obmotana oko Sunčevog diska. Ureus se povezuje s božicom Wadjet i vjerovalo se da kobra može biti samo ženskog roda.

## Mitologija
O bogu Ra ima mnogo mitova. Jedan govori o stvaranju svijeta. On je tada rođen iz oceana Nuna, te je stvorio prvo kopno. Taj se događaj neprestano ponavljao nakon poplava Nila. Na kopnu je Ra stvorio boga zraka Šu i božicu vode Tefnut. Stvorio ih je tako što ih je ispljunuo. Prema jednoj inačici, ispljunuo je samo Tefnut, a Šu je rođen kad je kihnuo. Ra je jednog dana šetao vrtom. Izida je željela doznati njegovo tajno ime. Kad je Ra zaspao, Izida je od njegove sline i malo zemlje stvorila opasnu zmiju. Ona je ugrizla Ra koji je pozvao u pomoć bogove. Jedino je Izida imala rješenje - ali je zatražila od Ra tajno ime. Ra otjera druge bogove, pa pozove Izidu i reče joj svoje tajno ime. Ona tada ima istu moć kao i Ra. Ozdravila ga je uz pomoć napitka. Na početku vremena, Ra je bio vladar Egipta. Kad je ostario, oslabio je, pa su mu se ljudi rugali dok je hodao pogrbljen. Zato je odlučio da se nešto treba učiniti. Pozvao je svoju kćer Hathor i naredio joj da uništi ljude, što je ona i učinila, ali se Ra smilovao i lukavstvom naredio ljudima da ga slušaju. Dao im je uputu kako da se obrane od Hathor, što su i učinili.

#### Potomstvo
Ra je imao mnogo djece, a sve ih je sam stvorio.
- Šu - bog zraka, prvo Raovo dijete.
- Tefnut - božica vode s lavljom glavom, vrlo draga svom ocu.
- Hathor - božica s rogovima, najljepša božica i najdraža Raova kćer.
- Sekhmet - božica s lavljom glavom kao i Tefnut, božica rata, vatre i kuge.
- Bast (Bastet) - božica s tijelom mačke, božica ljubavi.
- Ma'at - božica svemirskog reda i mira, sestra kralja.
- Dvije dame - Wadjet i Nekhebet, Wadjet je zmija, a Nekhebet lešinar, one su blizanke.
- Horus (sokol) - sokol koji je prva životinja na svijetu.

Raovi su unuci Geb i Nut, a praunuci Oziris, Izida, Set i Neftis.

## Vanjske poveznice
|  | Zajednički poslužitelj ima još gradiva o temi Ra |